# Liste der Nummer-eins-Country-Alben in den USA (2002)
Dies ist eine Liste der Nummer-eins-Alben in den von Billboard ermittelten Verkaufscharts für Country-Alben in den USA im Jahr 2002. In diesem Jahr gab es elf Nummer-eins-Alben.

| ← 2001 ← | Liste der Nummer-eins-Country-Alben in den USA | Liste der Nummer-eins-Country-Alben in den USA | Liste der Nummer-eins-Country-Alben in den USA | 2003 →                    |
| \| Zeitraum \| Wo. ges. \| Interpret \| Titel \| Zusätzliche Informationen \| \| (Zeitraum, Wochen auf Platz eins, Interpret, Titel, zusätzliche Informationen) \| \| \| \| \| \| ------------------------------------------------------------------------------ \| -------- \| ---------------------------------- \| ---------------------------------- \| ------------------------- \| \| 29. Dezember 2001 – 18. Januar 2002 3 Wochen (insgesamt 7) \| 7 \| Garth Brooks \| Scarecrow[1] \| — \| \| 19. Januar 2002 – 1. Februar 2002 2 Wochen (insgesamt 26) \| 26 \| Original Motion Picture Soundtrack \| O Brother, Where Art Thou?[2] \| — \| \| 2. Februar 2002 – 15. März 2002 6 Wochen (insgesamt 6) \| 6 \| Alan Jackson \| Drive[3] \| — \| \| 16. März 2002 – 10. Mai 2002 8 Wochen (insgesamt 34) \| 34 \| Original Motion Picture Soundtrack \| O Brother, Where Art Thou? \| — \| \| 11. Mai 2002 – 28. Juni 2002 7 Wochen (insgesamt 7) \| 7 \| Kenny Chesney \| No Shoes, No Shirt, No Problems[4] \| — \| \| 29. Juni 2002 – 5. Juli 2002 1 Woche (insgesamt 35) \| 35 \| Original Motion Picture Soundtrack \| O Brother, Where Art Thou? \| — \| \| 6. Juli 2002 – 2. August 2002 4 Wochen (insgesamt 11) \| 11 \| Kenny Chesney \| No Shoes, No Shirt, No Problems \| — \| \| 3. August 2002 – 9. August 2002 1 Woche (insgesamt 1) \| 1 \| Darryl Worley \| I Miss My Friend[5] \| — \| \| 10. August 2002 – 13. September 2002 5 Wochen (insgesamt 5) \| 5 \| Toby Keith \| Unleashed[6] \| — \| \| 14. September 2002 – 11. Oktober 2002 4 Wochen (insgesamt 1) \| 1 \| Dixie Chicks \| Home[7] \| — \| \| 12. Oktober 2002 – 1. November 2002 3 Wochen (insgesamt 3) \| 3 \| Elvis Presley \| ELV1S: 30 No. 1 Hits[8] \| — \| \| 2. November 2002 – 15. November 2002 2 Wochen (insgesamt 2) \| 2 \| Faith Hill \| Cry[9] \| — \| \| 16. November 2002 – 22. November 2002 1 Woche (insgesamt 1) \| 1 \| Rascal Flatts \| Melt[10] \| — \| \| 23. November 2002 – 29. November 2002 1 Woche (insgesamt 3) \| 3 \| Faith Hill \| Cry \| — \| \| 30. November 2002 – 6. Dezember 2002 1 Woche (insgesamt 2) \| 2 \| Dixie Chicks \| Home \| — \| \| 7. Dezember 2002 – 27. Dezember 2002 3 Wochen (insgesamt 3) \| 3 \| Shania Twain \| Up![11] \| — \| |                                                |                                                |                                                |                           |
| ← 2001 |                                                |                                                |                                                | → 2003 →                  |
| Zeitraum | Wo. ges.                                       | Interpret                                      | Titel                                          | Zusätzliche Informationen |
| (Zeitraum, Wochen auf Platz eins, Interpret, Titel, zusätzliche Informationen) |                                                |                                                |                                                |                           |
| 29. Dezember 2001 – 18. Januar 2002 3 Wochen (insgesamt 7) | 7                                              | Garth Brooks                                   | Scarecrow                                      | —                         |
| 19. Januar 2002 – 1. Februar 2002 2 Wochen (insgesamt 26) | 26                                             | Original Motion Picture Soundtrack             | O Brother, Where Art Thou?                     | —                         |
| 2. Februar 2002 – 15. März 2002 6 Wochen (insgesamt 6) | 6                                              | Alan Jackson                                   | Drive                                          | —                         |
| 16. März 2002 – 10. Mai 2002 8 Wochen (insgesamt 34) | 34                                             | Original Motion Picture Soundtrack             | O Brother, Where Art Thou?                     | —                         |
| 11. Mai 2002 – 28. Juni 2002 7 Wochen (insgesamt 7) | 7                                              | Kenny Chesney                                  | No Shoes, No Shirt, No Problems                | —                         |
| 29. Juni 2002 – 5. Juli 2002 1 Woche (insgesamt 35) | 35                                             | Original Motion Picture Soundtrack             | O Brother, Where Art Thou?                     | —                         |
| 6. Juli 2002 – 2. August 2002 4 Wochen (insgesamt 11) | 11                                             | Kenny Chesney                                  | No Shoes, No Shirt, No Problems                | —                         |
| 3. August 2002 – 9. August 2002 1 Woche (insgesamt 1) | 1                                              | Darryl Worley                                  | I Miss My Friend                               | —                         |
| 10. August 2002 – 13. September 2002 5 Wochen (insgesamt 5) | 5                                              | Toby Keith                                     | Unleashed                                      | —                         |
| 14. September 2002 – 11. Oktober 2002 4 Wochen (insgesamt 1) | 1                                              | Dixie Chicks                                   | Home                                           | —                         |
| 12. Oktober 2002 – 1. November 2002 3 Wochen (insgesamt 3) | 3                                              | Elvis Presley                                  | ELV1S: 30 No. 1 Hits                           | —                         |
| 2. November 2002 – 15. November 2002 2 Wochen (insgesamt 2) | 2                                              | Faith Hill                                     | Cry                                            | —                         |
| 16. November 2002 – 22. November 2002 1 Woche (insgesamt 1) | 1                                              | Rascal Flatts                                  | Melt                                           | —                         |
| 23. November 2002 – 29. November 2002 1 Woche (insgesamt 3) | 3                                              | Faith Hill                                     | Cry                                            | —                         |
| 30. November 2002 – 6. Dezember 2002 1 Woche (insgesamt 2) | 2                                              | Dixie Chicks                                   | Home                                           | —                         |
| 7. Dezember 2002 – 27. Dezember 2002 3 Wochen (insgesamt 3) | 3                                              | Shania Twain                                   | Up!                                            | —                         |